# Медаль «20 років перемоги у Великій Вітчизняній війні 1941—1945 рр.»
Меда́ль «Два́дцять ро́ків перемо́ги у Вели́кій Вітчизня́ній війні́ 1941—1945 рр.» — ювілейна медаль, державна нагорода СРСР. Введена указом Президії Верховної Ради СРСР 7 травня 1965 року в ознаменування 20-ї річниці перемоги СРСР у Великій Вітчизняній війні. Автори медалі — художники В. О. Єрмаков та Ю. О. Лукьянов.

## Опис
Медаль «Двадцять років перемоги у Великій Вітчизняній війні 1941—1945 рр.» має форму правильного круга діаметром 32 мм, виготовлена з латуні.
На лицьовій стороні медалі розміщене зображення пам'ятника радянському воїну-визволителю у Берліні на схрещених дубово-лаврових гілках та дати «1945—1965» по боках зображення.
На зворотній стороні медалі — напис «ДВАДЦАТЬ ЛЕТ ПОБЕДЫ В ВЕЛИКОЙ ОТЕЧЕСТВЕННОЙ ВОЙНЕ 1941—1945 ГГ.» (по колу) та римські цифри «XX» і зірка з променями (у центрі). Усі написи та зображення на медалі — випуклі.
Медаль за допомогою вушка і кільця з'єднується з п'ятикутною колодочкою, обтягнутою шовковою муаровою стрічкою шириною 24 мм. На стрічці три подовжні смужки червоного (найширша), зеленого та чорного кольорів, по краю стрічки після чорної — вузька смужка зеленого кольору.

## Нагородження медаллю

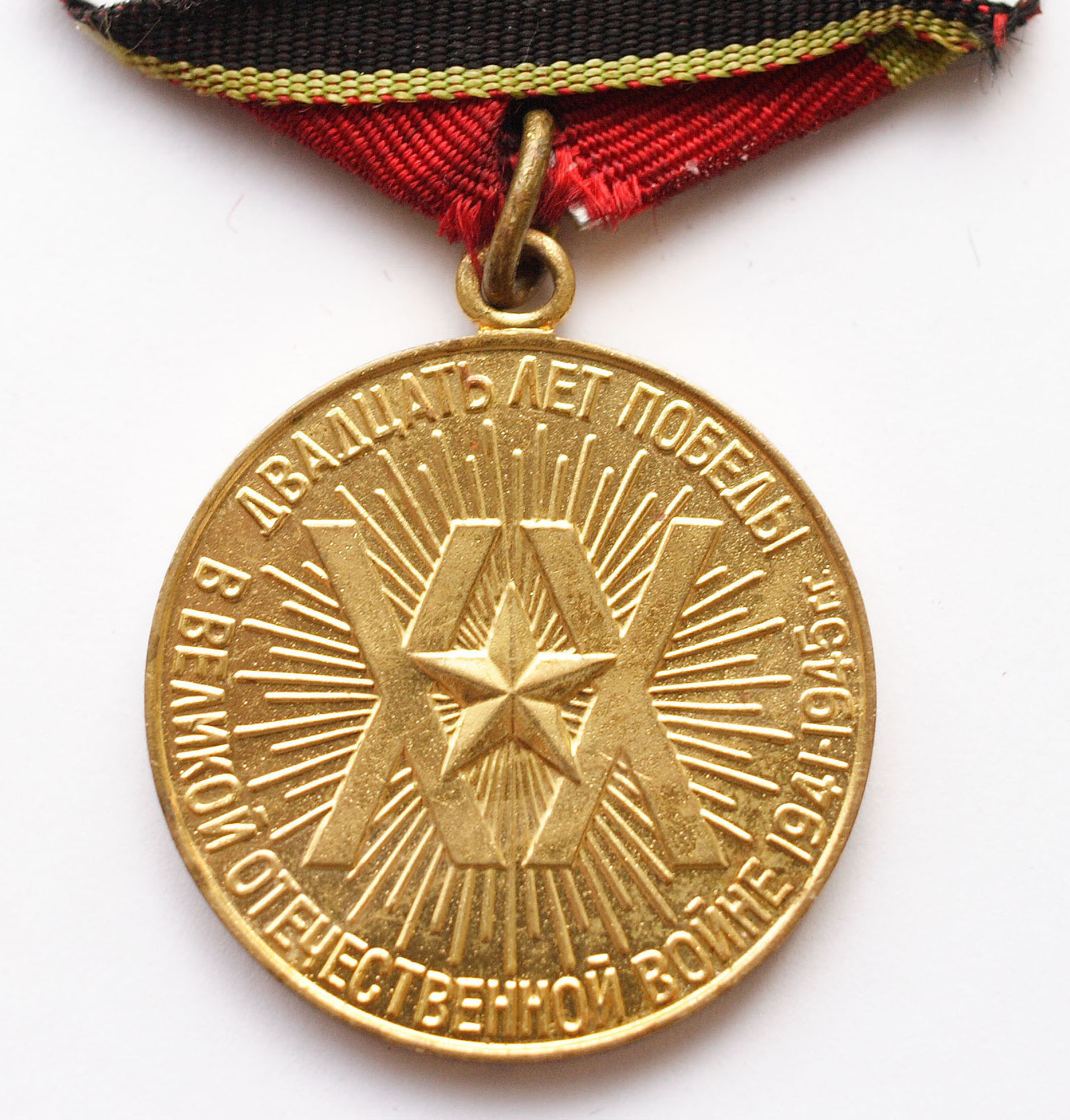

Ювілейною медаллю «Двадцять років перемоги у Великій Вітчизняній війні 1941—1945 рр.» нагороджувалися усі військовослужбовці та особи вільнонайманого штатного складу, які у лавах Збройних Сил СРСР брали участь у Великій Вітчизняній війні, партизани Великої Вітчизняної війни, увесь особовий склад Збройних Сил СРСР, а також інші особи, нагороджені медаллю «За перемогу над Німеччиною у Великій Вітчизняній війні 1941—1945 рр.».
Нагороджених ювілейною медаллю було більше, ніж нагороджених цією останньою нагородою, оскільки до їх числа також потрапили військовослужбовці та вільнонаймані особи, яки в період війни забезпечували охорону кордонів СРСР на Далекому Сході, а також учасники підпілля, які діяли проти німецьких військ на тимчасово окупованих територіях Радянського Союзу.
Ювілейна медаль носиться на лівій стороні грудей, за наявності у нагородженого інших медалей СРСР розташовується після медалі «За перемогу над Німеччиною у Великій Вітчизняній війні 1941—1945 рр.».
Станом на 1 січня 1995 року медаллю «Двадцять років перемоги у Великій Вітчизняній війні 1941—1945 рр.» було проведено приблизно 16 399 550 нагороджень.